# Setaphis omuramba
Setaphis omuramba är en spindelart som beskrevs av Lawrence 1927. Setaphis omuramba ingår i släktet Setaphis och familjen plattbuksspindlar.
Artens utbredningsområde är Namibia. Inga underarter finns listade i Catalogue of Life.